# امبیلی
امبیلی (به فرانسوی: Ambilly) یک کمون در فرانسه است که در Canton of Annemasse-Nord واقع شده‌است.

## خصوصیات
امبیلی ۱٫۲۵ کیلومترمربع مساحت و ۵٬۸۵۳ نفر جمعیت دارد.